# Parafia św. Anny w Bieczu
Parafia św. Anny w Bieczu – parafia rzymskokatolicka z siedzibą w Bieczu, znajdująca się w diecezji rzeszowskiej w dekanacie bieckim.

## Historia
Parafię przy kościele klasztornym franciszkanów (reformatów) pw. św. Anny erygował biskup Kazimierz Górny 1 września 1999 roku. Powstała ona z podziału parafii Bożego Ciała w Bieczu. Kościół wzniesiony na miejscu dawnego zamku w latach 1641–1650 z fundacji kasztelana bieckiego Jana Wielopolskiego. Świątynię konsekrował biskup Mikołaj Oborski 16 września 1663 roku.

## Kościół parafialny
Typowa dla kościołów reformackich. Kościół barokowy, jednonawowy, z kamienia i cegły, otynkowany, pokryty blachą, Prezbiterium nieco węższe zamknięte półkoliście. Dachy siodłowe, nad prezbiterium kulista wieżyczka z latarnią na sygnaturkę. Wewnątrz sklepienie kolebkowe z lunetami, rozczłonkowane podziałami pilastrowo-ramowymi. Za ołtarzem głównym wydzielone oratorium zakonne. Do kościoła przylega bryła klasztoru wybudowanego w latach 1645–1663 o skromnych cechach barokowych, obejmująca swym zasięgiem również zakrystię.
Ołtarz główny oraz sześć bocznych wykonano w drugiej połowie XVII w. w stylu barokowym. W głównym ołtarzu rzeźbiona Grupa Ukrzyżowania. W ścianie oddzielającej prezbiterium od oratorium znajdują się dwa okna z witrażami przedstawiającymi postacie św. Franciszka i św. Antoniego. W niektórych ołtarzach bocznych obrazy późnobarokowe, ponadto rzeźba Matki Bożej Anielskiej w stroju szlacheckim, z końca XVI w.